# Nathalie Guetta
Nathalie Guetta (ur. 9 września 1958 w Paryżu) – francuska aktorka filmowa, telewizyjna, grająca głównie we włoskich produkcjach.

## Kariera
W wieku 16 lat zaczęła jeździć na kursy i występy cyrkowe we Francji i w krajach Beneluksu. Następnie po sześciu latach wyjechała do Neapolu, gdzie zaczęła występować w różnych przedstawieniach jako klaun oraz przedstawieniach z udziałem pacynek. W 1989 roku wystąpiła w programie pt. Maurizio Costanzo Show, gdzie wykonała pokaz różnych akrobacji. Później została zauważona przez Luigiego Comenciniego i wkrótce zaczęła grać w filmach i serialach.
Na wielkim ekranie zadebiutowała w 1989 roku w filmie Paolo Grassiniego i Italo Spinelliiego pt. Roma-Paris-Barcelona, jednak największą popularność przyniósł jej serial Don Matteo, w którym od 2000 roku wciela się w postać gospodyni Nataliny. Później grała epizodyczne role w filmach i serialach m.in. Nessun messaggio in segreteria (2005), Kolacja z nieznajomą (2007) i Ho sposato uno sbirro (2010).

## Życie prywatne
Nathalie Guetta prywatnie jest siostrą francuskiego DJ–a Davida Guetty.
Otrzymała obywatelstwo włoskie.

## Filmografia

### Filmy
- 1989: Roma-Paris-Barcelona
- 1992: I divertimenti della vita privata jako Niania
- 1992: Ricky & Barabba jako kelnerka
- 1996: Ritorno a casa Gori
- 1997: Zyskowny interes jako Alicia
- 1998: Un bugiardo in paradiso
- 2005: Nessun messaggio in segreteria jako Koleżanka Francesci
- 2007: La cena per farli conoscere jako pracownik szpitala
- 2007: Kolacja z nieznajomą

### Seriale
- 1996-1997: Dio vede e provvede jako siostra Letizia
- od 2000: Don Matteo jako Gospodyni Natalina
- 2010: Ho sposato uno sbirro jako Ada